# Calamagrostis spruceana
Calamagrostis spruceana là một loài thực vật có hoa trong họ Hòa thảo. Loài này được (Wedd.) Hack. ex Sodiro mô tả khoa học đầu tiên năm 1889.